# 狩野川花火大會
35°05′27.91″N 138°51′29.01″E / 35.0910861°N 138.8580583°E
狩野川花火大會 （日语：狩野川花火大会）是每年7月下旬，於日本靜岡縣沼津市沿著狩野川舉行觀賞煙火的大型祭典活動。自1948年起，已經連續舉辦72屆。

## 摘要

第71屆大會(2018年)的宣傳海報

狩野川花火大會最早可以追溯到第二次世界大戰的日本戰後重建時期。是日本國內少數以市中心實行煙火節慶的活動之一，會在2天內發射1萬枚煙火。沼津夏季祭典也會於同一時間舉辦，2天內約吸引35萬名遊客前來參與。
自2017年起，跟以沼津市為舞台的動畫「LoveLive! Sunshine!!」展開合作企劃，並發行以角色成員全體的版權繪海報。
2019年與東京迪士尼樂園進行合作，角色們將搭乘東京迪士尼度假區設計的遊行車參與「新年號紀念遊行」活動。

## 交通方式
- JR東海道本線沼津站南向出口出站，步行10分鐘即可抵達。

## 外部連結
- 沼津市
- 日本烟花大会一览（日语：日本の花火大会一覧）